# Little Ilford
Little Ilford est une zone anglaise située à l'est de Londres, dans le borough londonien de Newham.